# Sabatera camussa
La sabatera camussa (Albatrellus ovinus), també anomenada barba de boc, és una espècie de fong de l'ordre dels russulals (Russulales). És una sabatera, un bolet amb el revers amb porus fins i la textura de la carn endurida com el cuir.

## Descripció
Bolet anual, més aviat gran, superfície llisa, seca, de pàl·lida a blanca, groga al frec, algun cop bruna; es clivella amb l'edat. Porus de blancs a blanquinosos, molt menuts, 3-5 per mm, decurrents. Cama central o excèntrica, que es pot soldar amb altres, blanquinosa, groguenca al frec.
Carn pàl·lida, negra amb reactiu de Melzer, groga amb KOH a l'instant, suau i aromàtica al tast.

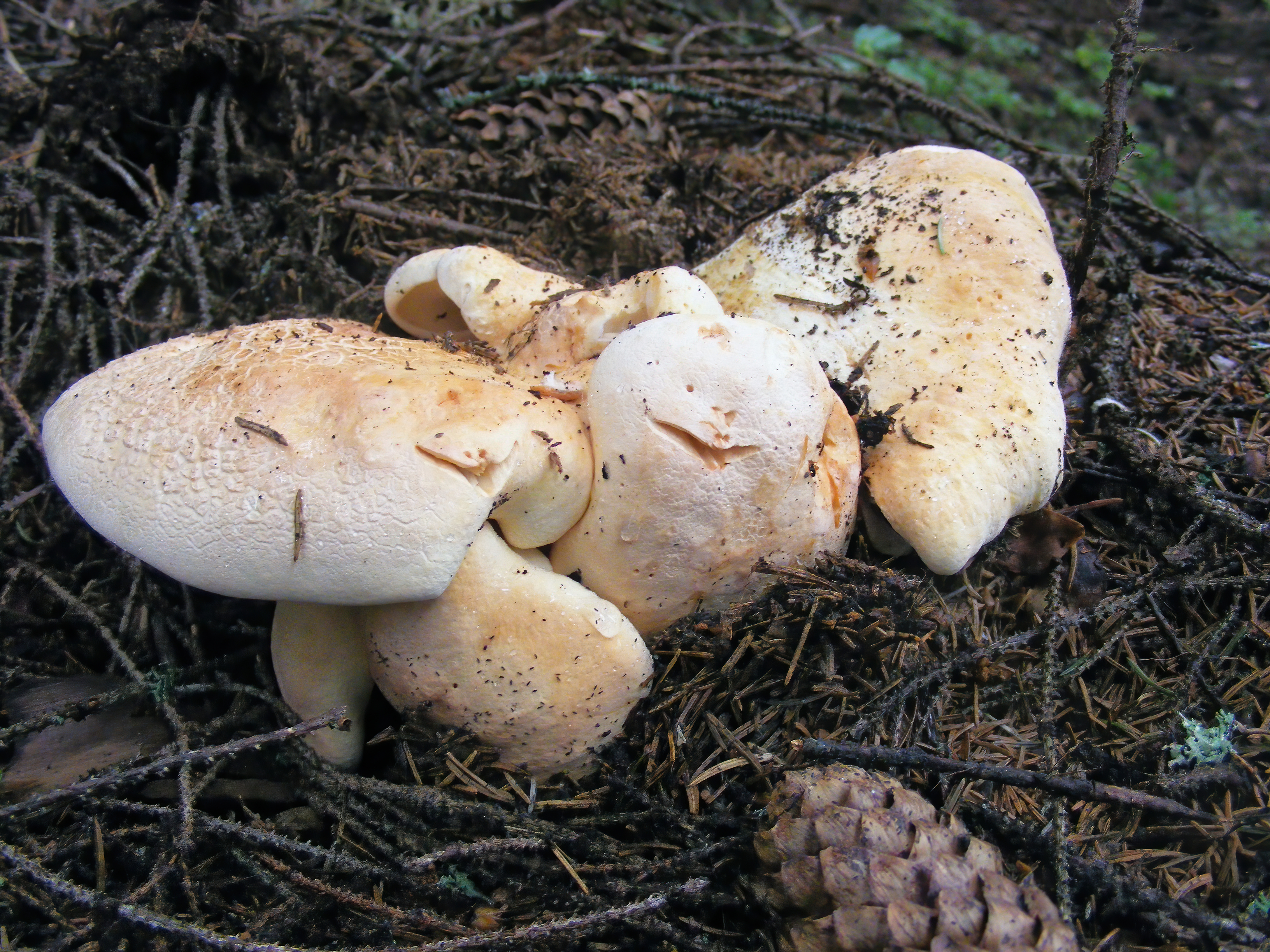
Sabatera camussa (Albatrellus ovinus)

## Hàbitat
Espècie terrícola, aparentment no lignícola, micorrízica de coníferes, principalment pícees (Picea abies). Prefereix boscos adults i sobre substrat calcari.
Creix a finals d'estiu, de l'estatge subalpí al montà

## Distribució
Espècie comú a la zona hemiboreal però absent o gairebé absent en les zones nemorals. Es coneix d'Europa, Àsia de l'Est i Amèrica del Nord.

## Identificació
Se li assembla la sabatera rossa (Albatrellopsis confluens), de carn més amarga, porus que no viren al frec i colors més vius. També la sabatera rossejant (Albatrellus ovinus var. subrubescens) és complexa de diferenciar per detalls macroscòpics. En general és més menuda, de color similar però vira a ataronjat o vermellós amb l'edat i el frec, i viu sota pícees i pins. El caràcter més útil per a diferenciar ambdues espècies és la reacció amiloide: les espores de la sabatera camussa són no amiloides mentre la sabatera rossejant les té amiloides.

## Usos
La diferenciació amb altres sabateres veïnes és prou complexa com per que molts usos indicats en bibliografia són contraris. És una espècie comestible, aromàtica, i que va esdevenint lleugerament amargant a mida que va transcorrent temps després de la recol·lecció. L'amargor es redueix si s'afegeix una mica de sucre. Agradable amb ous remenats. Un cop blanquejada, es conserva en vinagre com els cogombrets.
1. ↑  Gràcia, Enric: La Clau dels Bolets: Identifica'ls de la mà d'Enric Gràcia, plana 132. Editorial Efadós, volum I, El Papiol, 2021, ISBN 978-84-18243-12-7
2. ↑  Cuello Subirana, Josep. Els noms dels bolets.  Bellaterra: Lynx, 2007, p. 493. ISBN 978-84-96553-39-2.
3. ↑  Hyde, K.D. 2024. The 2024 Outline of Fungi and fungus-like taxa. Mycosphere, 15(1): 5146-6239, Doi 10.5943/mycosphere/15/1/25, ISSN 2077 7019. Versió web.
4. 1 2 3  Læssøe, Thomas; Petersen, Jens H. Fungi of Temperate Europe.  Princeton: Princeton University Press, 2019. ISBN 9780691180373.
5. 1 2  Marchand, André. Champignons du nord et du midi. 2.  Barcelona: Société Mycologique des Pyrénées Méditerranéennes, p. 274. ISBN 8439957252.
6. 1 2 3  Bernicchia, Annarosa «Polyporaceae s.l.». Fungi Europaei, pàg. 80-81.
7. 1 2 3  Zheng, H.D.; Liu, P.G. «Additions to our knowledge of the genus Albatrellus (Basidiomycota) in China». Fungal Diversity, pàg. 157-170.